# Технікум (роз'їзд)
Те́хнікум — роз'їзд Луганської дирекції Донецької залізниці.
Розташований між с-щами. Дзержинське та Тепличне, Луганська міська рада, Луганської області. Роз'їзд розташований на лінії Іллєнко — Родакове між станціями Імені Кашпарова М.А. (2 км) та Мілова (6 км).
Через військову агресію Росії на сході Україні транспортне сполучення припинене, водночас керівництво так званих ДНР та ЛНР заявляло про запуск електропоїзда сполученням Луганськ — Ясинувата, що підтверджує сайт Яндекс.